# نوردین ایبوروی
نوردین ایبوروی (انگلیسی: Nordine Ibouroi؛ زادهٔ ۳۰ ژوئیهٔ ۱۹۹۸) بازیکن فوتبال اهل اتحاد قمر است.
از باشگاه‌هایی که در آن بازی کرده‌است می‌توان به باشگاه فوتبال کن اشاره کرد.
وی همچنین در تیم ملی فوتبال اتحاد قمر بازی کرده‌است.